# Kerkhof van Bénouville
Het Kerkhof van Bénouville is een gemeentelijke begraafplaats in de Franse gemeente Bénouville (departement Calvados). Ze ligt in het centrum rond de Église Notre-Dame-du-Port en is omgeven door een natuurstenen muur.

## Britse oorlogsgraven
In de nacht van 5 op 6 juni 1944 (D-day) werden de bruggen over het kanaal naar Caen (beter bekend als de Pegasusbrug) en de Orne door manschappen van het 2nd Battalion The Oxfordshire, de Buckinghamshire Light Infantry en het 7th Battalion, Parachute Regiment 6th Airborne Division onder leiding van majoor John Howard veroverd. Dit was noodzakelijk om de aanvoer van materiaal en manschappen voor de verdere verovering van het Normandische achterland te verzekeren. 
Van de 23 Britse soldaten die op deze begraafplaats een rustplaats kregen zijn er 19 die op de eerste dag van de operatie sneuvelden. De graven worden onderhouden door de Commonwealth War Graves Commission en zijn daar geregistreerd als Benouville Churchyard.

### Onderscheiden militair
- Michael John McGee, soldaat bij het Parachute Regiment werd postuum geëerd met de Distinguished Conduct Medal (DCM) voor het uitschakelen van een vijandelijke tank. Hij was pas 20 jaar toen hij nog diezelfde dag stierf.